# Dune: Awakening
Dune: Awakening — массовая многопользовательская компьютерная игра в жанре симулятора выживания, разработанная и выпущенная компанией Funcom в раннем доступе для Windows в 2025 году. В будущем планируются выпустить игру для платформ PlayStation 5 и Xbox Series X/S. Игра входит во франшизу «Дюна», основанную на книгах Фрэнка Герберта. Персонажи игроков должны выживать в пустынях планеты Дюна и участвовать в войне Атрейдесов и Харконненов за контроль над планетой и пряностью. Игровой процесс Dune: Awakening включает в себя поиск ресурсов, строительство базы и войны за территорию.

## Мир игры
Хотя игра входит во франшизу «Дюна», и её действие происходит на той же планете Арракис (Дюна), что и действие книг Фрэнка Герберта и их экранизаций, это альтернативная вселенная — в этом мире Пол Атрейдес никогда не появился на свет,  Арракис охвачен войной между домами Атрейдесов и Харконненов, а фримены таинственным образом исчезли. При этом политические мотивы персонажей игры остаются теми же, что и в книгах Герберта. Персонаж игрока — агент под прикрытием, которому орден Бене Гессерит поручает отправиться на Арракис, найти фременов и «разбудить Спящего».

## Геймплей
Dune: Awakening представляет собой массовый многопользовательский симулятор выживания. При создании персонажа игрок настраивает его внешний вид, выбирает биографию и наставника, который определяет начальные способности. Например, наставник из Бене Гессерит учит персонажа использовать «Голос» для воздействия на противников. Игрокам необходимо следить за уровнем жажды своего персонажа и поддерживать в рабочем состоянии стилсьют — комбинезон для сбора влаги. Уровень воды отражается убывающей синей шкалой, за которой игрок должен следить. На ранних этапах игры небольшое количество воды можно получить из пустынных растений, но игрок также может получить устройство, позволяющее отфильтровывать воду из тел убитых врагов. Персонаж может пить и просто кровь, но это вызывает потерю очков здоровья. 
Планета Арракис полна природных опасностей: частые песчаные бури, зыбучие пески, тепловые удары днём и враждебные патрули сардаукаров по ночам. Игроки должны собирать ресурсы, которые можно использовать для создания новых предметов и постройки укрытия. Однако при строительстве аванпостов им придётся выплачивать налог Императору. Игрокам предстоит соревноваться друг с другом за добычу и транспортировку пряности (спайса) — психоактивного вещества, считающегося самым ценным ресурсом во вселенной Dune. Песчаные черви постоянно угрожают игрокам — необходимо избегать громких звуков, чтобы не привлечь их внимание. Хотя можно использовать специальные устройства — ударники (англ. thumpers), чтобы приманивать или отвлекать червей, этих существ нельзя призывать, когда игроку заблагорассудится: это самостоятельные сущности с независимым поведением. Если песчаный червь съест персонажа, тот не потеряет навыки или уровень, однако любые поглощённые червём предметы и транспорт теряются навсегда. По мере развития персонажа открываются новые умения, оружие и приспособления для боя и перемещения. Помимо добычи и продажи пряности, персонажи могут употреблять её внутрь — это вызывает наркотическую зависимость, но наделяет персонажа особыми силами. 
Прохождение игры делится на четыре фазы: Выживание, Защита, Расширение и Контроль. На этапе выживания персонаж игрока — бродяга, вооружённый лишь ножом и пытающийся найти воду, чтобы выжить. К этапу защиты у персонажа уже появляется что-то, что нужно защищать — ресурсы или база. Расширение подразумевает расширение влияния и создание гильдии. Контроль — это борьба за влияние с другими гильдиями. К этому этапу персонаж игрока может стать властной и могущественной фигурой наподобие барона Харконнена. После завершения стартовой зоны игроки получают доступ к карте мира с видом сверху, где с помощью орнитоптера могут перемещаться между различными локациями игры. Игроки могут присоединиться либо к Дому Атрейдесов, либо к Дому Харконненов, получая доступ к заданиям, специфичным для выбранной фракции, и взаимодействовать с другими неигровыми персонажами. Глубокие пустыни (англ. Deep Deserts) — зона, ориентированная в основном на сражения между игроками (PvP), в ней могут одновременно находиться сотни игроков. Каждую неделю эти пустыни подвергаются «бурям Кориолиса», меняющим ландшафт — карта меняется, появляются новые точки интереса. Игрокам также доступны подземные «экологические лаборатории» — подземелья, которые можно исследовать как в одиночку, так и в компании других игроков. В конечном итоге игроки достигают эндгейма, в котором гильдии могут использовать своё влияние в Ландсраате, принимая решения, способные повлиять на состояние игрового мира.

## Разработка и выпуск
Игра Dune: Awakening разрабатывается норвежской студией Funcom, также известной как разработчик Conan Exiles. В создании игры также участвовала студия NUKKLEAR, оказавшая помощь в создании геймплея и игровой механики управлением транспортными средствами в игре. В феврале 2019 года Funcom объявила о заключении партнёрского соглашения с компанией Legendary Entertainment: в течение шести лет она должна была разработать три игры по франшизе «Дюна». Одна из этих игр — будущая Dune: Awakening — должна была стать массовой многопользовательской игрой с открытым миром.  Dune: Awakening была анонсирована в августе 2022 года. Игра была выпущена в раннем доступе для Windows 10 июня 2025 года. Игроки, купившие издания Deluxe или Ultimate Edition, получили доступ к игре уже 5 июня — за пять дней до официального релиза. Funcom также планирует выпустить игру на платформах PlayStation 5 и Xbox Series X/S.

## Восприятие
| Сводный рейтинг       | Сводный рейтинг |
| Агрегатор             | Оценка          |
| --------------------- | --------------- |
| Metacritic            | 78/100          |
| OpenCritic            | 81 %            |
| «Критиканство»        | 78/100          |
| Иноязычные издания    |                 |
| Издание               | Оценка          |
| 4Players              | 9/10            |
| Destructoid           | 8,5/10          |
| Digital Trends        | [ 25 ]          |
| Edge                  | 6/10            |
| Eurogamer             | [ 27 ]          |
| GameSpot              | 7/10            |
| GamesRadar+           | [ 29 ]          |
| GameStar              | 83/100          |
| IGN                   | 8/10            |
| PC Gamer (US)         | 80/100          |
| Shacknews             | 8/10            |
| The Games Machine     | 8,3/10          |
| Русскоязычные издания |                 |
| Издание               | Оценка          |
| 3DNews                | 8/10            |
| GoHa.Ru               | «Хорошо»        |
| PlayGround.ru         | 7,5/10          |

Dune: Awakening получила «в основном положительные отзывы» от критиков, согласно агрегатору рецензий Metacritic. По данным OpenCritic, 81 % рецензентов рекомендовали игру, средняя оценка от ведущих критиков составила 81 баллов из 100.
По данным Steam, число одновременных игроков в Dune: Awakening в день выхода игры достигло 140 тысяч.